# Peter Nichols (Schriftsteller)

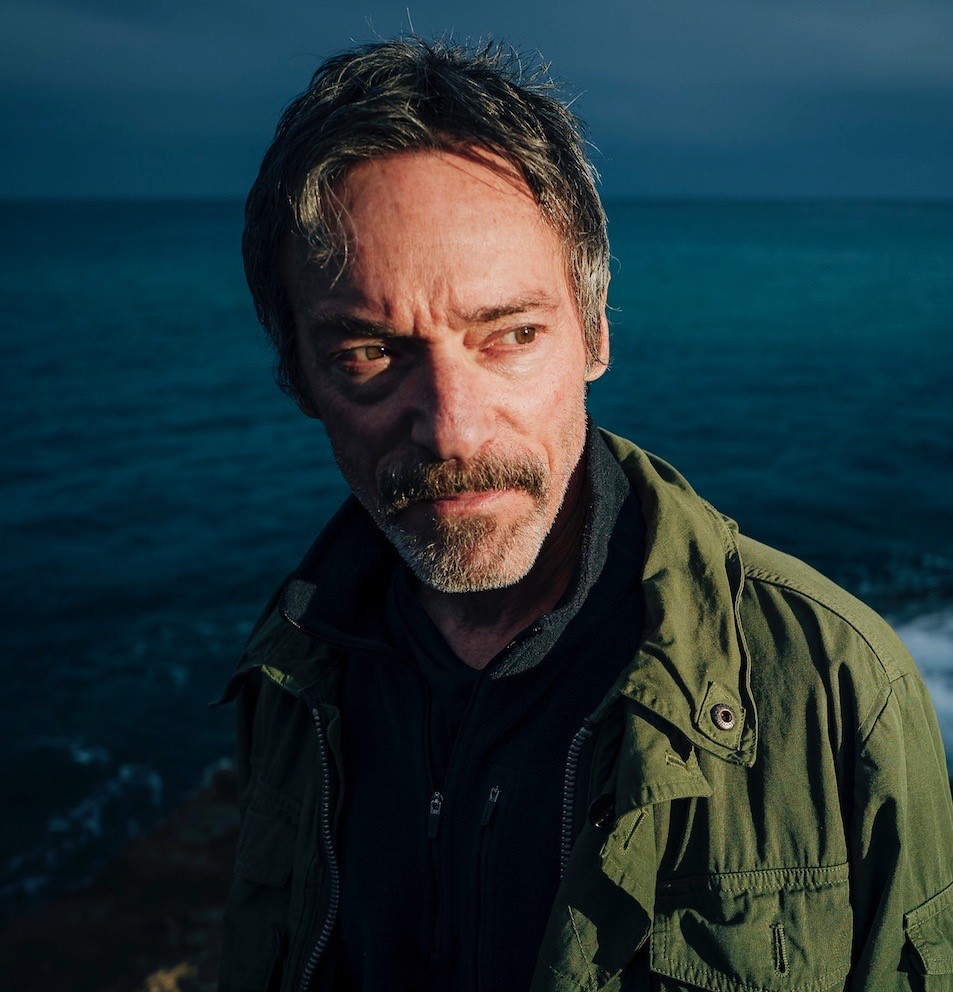
Peter Nichols, 2019

Peter Brayton Nichols (* 13. August 1950 in England) ist ein britischer Schriftsteller, Einhandsegler und Journalist.

## Leben
Peter Nichols, Sohn einer Künstlerin, wuchs in England auf und besuchte dort Internatsschulen. Nachdem seine Eltern Anfang der 1960er-Jahre ein Ferienhaus auf Mallorca erworben hatten, verbrachte er in seiner Jugend jeden Sommer dort gemeinsam mit seinen Eltern. Dort entwickelte sich seine Frankophilie, die lebenslang anhalten sollte.
Bevor er sich dem Schreiben zuwandte, war Nichols Schafhirte in Wales gewesen, hatte als Werbetexter und Journalist gearbeitet, Drehbücher geschrieben und mehr als zehn Jahre auf See verbracht, teilweise als Kapitän. Insgesamt drei Mal überquerte er den Atlantik in einem Segelboot.
In den Vereinigten Staaten erwarb Nichols einen Abschluss als Master of Fine Arts (M.F.A.) an der Antioch University in Los Angeles. Er lehrte als Gastprofessor Kreatives Schreiben an der Georgetown University in Washington und am Bowdoin College in Brunswick (Maine) sowie in Frankreich an der New York University in Paris (NYU Paris).
Im Jahr 1997 begann Nichols mit seiner schriftstellerischen Tätigkeit. In seinen Werken verarbeitete er sowohl seine eigenen Erfahrungen auf See als auch maritime Erlebnisse Dritter. Sein Roman Voyage to the North Star wurde im Jahr 2001 für den International DUBLIN Literary Award nominiert. Im selben Jahr stand sein Werk A Voyage For Madmen über das Golden Globe Race von 1968/69 und Donald Crowhurst auf der Shortlist des Literaturpreises William Hill Sports Book of the Year, der für herausragende Publikationen im Bereich Sport vergeben wird.
Nichols’ 2004 erschienener Roman Darwins Kapitän über Kapitän FitzRoy wurde ein internationaler Bestseller und in viele Sprachen übersetzt. Sein im Jahr 2015 auf Englisch und 2016 auf Deutsch veröffentlichter zweiter Roman The Rocks (deutscher Buchtitel: Die Sommer mit Lulu) spielt auf Mallorca und trägt deutliche autobiografische Züge.
Nichols lebt abwechselnd in Europa und in den Vereinigten Staaten.

## Veröffentlichungen
- Der Freisegler: Logbuch der Erinnerung. Dtv, 1999, ISBN 978-3-423-24140-3.
- Allein auf hoher See: Abenteuer einer Weltumseglung. Europa, Hamburg/Wien 2002, ISBN 3-203-80525-1.
- Darwins Kapitän. Europa, Hamburg 2004, ISBN 978-3-203-80526-9.
- Die Sommer mit Lulu. Klett-Cotta, Stuttgart 2016, ISBN 978-3-608-98310-4.

englische Fassungen
- Sea Change: Alone Across the Atlantic in a Wooden Boat. Viking Adult, 1997, ISBN 978-0-670-87179-7.
- Voyage to the North Star. Avalon Publishing Group, 1999, ISBN 978-0-7867-0799-7.
- A Voyage For Madmen (Allein auf hoher See...). Harper, 2001, ISBN 978-0-06-019764-3.[9]
- Lodestar. Profile Books, 2003, ISBN 978-1-86197-676-5.
- Evolution’s Captain: The Tragic Fate of Robert FitzRoy, the Man Who Sailed Charles Darwin Around the World. Engl. Original von Darwins Kapitän. Profile Books, 2004, ISBN 978-1-86197-456-3.
- Final Voyage: A Story of Arctic Disaster and One Fateful Whaling Season. G. P. Putnam’s Sons, London 2009, ISBN 978-0-399-15602-1.
- Oil & Ice: A Story of Arctic Disaster and the Rise and Fall of America’s Last Whaling Dynasty. Penguin Books, London 2010, ISBN 978-0-14-311836-7.
- The Rocks. Engl. Original von Die Sommer mit Lulu. Riverhead Books, 2015, ISBN 978-1-59463-331-7.